# سيزار ماغاروتو
سيزار ماغاروتو (بالإيطالية: Cesare Magarotto)‏هو أحد مؤسسي الاتحاد العالمي للصم (WFD) ، وأمينه العام الأول (1951-1987) وابن أنطونيو ماغاروتو ، مؤسس الوكالة الوطنية الإيطالية للصم (ENS). 